# Calyptothecium
Calyptothecium är ett släkte av bladmossor. Calyptothecium ingår i familjen Pterobryaceae.

## Dottertaxa tillCalyptothecium, i alfabetisk ordning[1]
- Calyptothecium acostatum
- Calyptothecium acutum
- Calyptothecium auriculatum
- Calyptothecium australinum
- Calyptothecium bescherellei
- Calyptothecium burmense
- Calyptothecium compressum
- Calyptothecium crispulum
- Calyptothecium duplicatum
- Calyptothecium extensum
- Calyptothecium hamatum
- Calyptothecium hookeri
- Calyptothecium integrifolium
- Calyptothecium nitidum
- Calyptothecium oxyphyllum
- Calyptothecium phyllogonioides
- Calyptothecium pinnatum
- Calyptothecium prainii
- Calyptothecium pterobryoides
- Calyptothecium ramosii
- Calyptothecium recurvulum
- Calyptothecium rhystotis
- Calyptothecium seminerve
- Calyptothecium squarrosulum
- Calyptothecium subacutum
- Calyptothecium subecostatum
- Calyptothecium subhumile
- Calyptothecium symphysodontoides
- Calyptothecium urvilleanum
- Calyptothecium wightii